# Hannah von Mettal

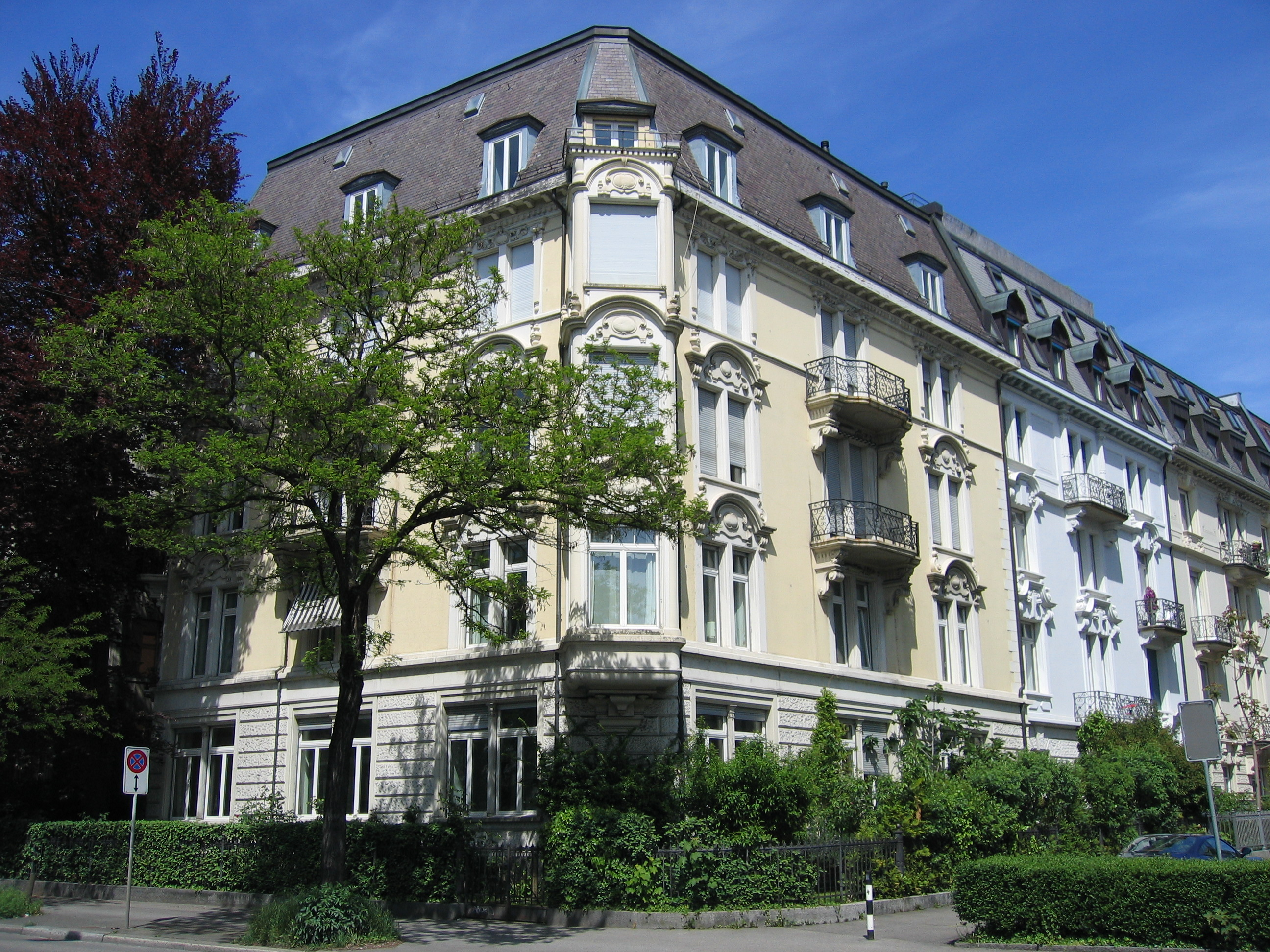
Bellerivestrasse 7, wo Hannah von Mettal bei Brun in Untermiete wohnte als sie James Joyces Drama Verbannte übersetzt hat und wo jene Pension Wehrle war, in der sich Georg von Seybel das Leben genommen hat.

Hannah von Mettal (* 7. Mai 1884, in Zdechovice bei Pardubice, Böhmen; † 26. Mai 1966 in New York City) war Übersetzerin und hat 1918 die erste deutschsprachige Übersetzung von James Joyce’ Drama Exiles angefertigt, die 1919 am Münchner Schauspielhaus welturaufgeführt wurde.

## Leben
Hannah Helene Adriena von Mettal war eine von vier Töchtern des konservativen Politikers, Juristen und Ökonomieprofessors Otto Mettal (ab 1912 Otto Ritter von Mettal) und seiner Frau Amalie. Die Familie war nicht nur vermögend – ihr gehörten unter anderem die Schlösser Zdechovice und Rozsochatec –, sondern sie war auch politisch einflussreich, da Hannah von Mettals Schwester Marie mit Emanuel Greif, dem obersten Staatsbeamten des Ministerpräsidenten Karel Kramář, verheiratet war.
In den Jahren 1915/16 war die als Übersetzerin erfolgreiche Hannah von Mettal auch Gesangsschülerin des italienischen Musiklehrers und Komponisten Alfredo Cairati am Stern’sches Konservatorium in Berlin, der dort zwischen 1908 und 1916 unterrichtete und 1916 mit seiner Familie nach Zürich übersiedelte, wo er die Accademia di Canto gründete sowie als Musikpädagoge und Komponist wirkte. Wie Cairati ist Hannah von Mettal 1916 nach Zürich übersiedelt, was erklärt, dass die Zürcher Behörden als Beruf der damals 32-Jährigen «stud. mus.», «Privat.» angeführt haben.
Am 16. Juni 1916 (einem Bloomsday) hat sich Hannah von Mettal in Zürich angemeldet, wo sie während des Ersten Weltkrieges von deutschen und österreichischen Behörden bis Kriegsende argwöhnisch betrachtet wurde, wie einem Ende November 1917 verfassten Bericht zu entnehmen ist: „Dasselbe gilt natürlich auch von politisch verdächtigen Personen. Die deutschen Postüberwachungsstellen haben schon wiederholt Spionagebriefe an die Tschechin Hanna von Mettal in Zürich gerichtet, aufgefangen.“ Tatsächlich befindet sich im Landesarchiv Baden-Württemberg, Hauptstaatsarchiv Stuttgart, ein an Hannah von Mettal gerichteter Spionagebrief, der im Sommer 1917 zu geheimdienstlichen Untersuchungen der Zentralpolizeistelle Württemberg geführt hat.
Im Mai 1920 hat sich Mettal für rund zwei Wochen nach München abgemeldet, wo sie auch während des Krieges immer wieder gelebt hat. Anschließend kehrte sie erneut nach Zürich zurück, wo ihr Aufenthalt mit Ende Juni 1920 befristet wurde, worauf sie sich Anfang August 1920 nach Böhmen abgemeldet hat, wo 1919 die zweite und 1925 die dritte Auflage ihrer tschechischen Übersetzung von Elinor Glyns Roman Drei Wochen erschienen ist.
In ihrer Heimat lernte sie Jan Masaryk, einen der zahlreichen Gäste ihres Vaters besser kennen. Nach ihrer im Frühjahr 1928 erfolgten Heirat mit Ingenieur Moritz Maisner lebte sie als Hannah Mettal-Maisner, Mettal-Mayzner bzw. Hannah Mayzner in der Tschechoslowakei, Polen, Berlin, London und New York, von wo aus sie Masaryk unterstützte, der zwischen 1925 und 1938 tschechoslowakischer Botschafter in Großbritannien und ab 1940 Außenminister der tschechoslowakischen Exilregierung war.

## Werk
1911 übersetzte Mettal Elinor Glyns Roman Three Weeks ins Tschechische. Glyns Buch über sexuelle Abenteuer war 1907 so skandalös, dass es in Großbritannien und in den Vereinigten Staaten lange verboten war.
1918 übersetzte Mettal auf Anregung von Georg von Seybel und Rudolf Lothar James Joyce’ Drama Exiles als Verbannte ins Deutsche. Die Übersetzung wurde 1919 im Zürcher Rascher Verlag veröffentlicht. In ihrer Übersetzung fand am 7. August 1919 auch die Uraufführung von Joyce’ Drama an den Münchner Kammerspielen statt. Regie führte Erwin von Busse. Trotz dieser literarhistorischen Bedeutung ist Hannah von Mettal so in Vergessenheit geraten, dass über sie nur noch wenig Verbrieftes bekannt ist.
Die von Richard Ellmann in seiner James-Joyce-Biografie geäußerte Vermutung, dass Stefan Zweig die Verbindung zwischen Hannah von Mettal und Joyce hergestellt habe, wurde nicht nur dadurch widerlegt, dass Mettal nirgends in Zweigs Leben und Werk vorkommt, sondern auch durch einen Brief Mettals, in dem sie Joyce am 20. März 1918, d. h. über ein halbes Jahr vor seiner Bekanntschaft mit Zweig, mitteilt, dass sie ihm vorerst nur den ersten Akt ihrer Exiles-Übersetzung zusenden kann, weil sie zu beschäftigt war. Der Brief enthält auch Mettals damalige Zürcher Adresse: Bellerivestrasse 7.
Am 4. April 1925 erkundigt sich die damals in Berlin (Lessingstraße 39) lebende Hannah von Mettal bei Joyce’ Verlegerin Sylvia Beach nach den Bedingungen für die Übersetzung des Ulysses ins Deutsche und Tschechische. Sie betont in ihrem Brief, dass sie sehr gute Kontakte zu Verlagen in Berlin und Prag sowie in Prag zudem einen klingenden Namen habe. Weiters erwähnt sie, dass sie vor einiger Zeit ein Stück von Joyce übersetzt habe, womit sie allem Anschein nach auf ihre Übertragung von Exiles anspielt.
Joyce dürfte an einer deutsch- bzw. tschechischsprachigen Übersetzung des Ulysses durch Hannah von Mettal nicht interessiert gewesen sein. Seine Ablehnung hat auf die Nachwelt abgefärbt, weshalb nach dem Zweiten Weltkrieg mit Friedrich Kremers Verbannte (1956) sowie Klaus Reicherts Verbannte (1968) zwei weitere deutschsprachige Übersetzungen von Exiles erschienen. Letztere ist inzwischen als Teil der Frankfurter Ausgabe die verbreitete Standardübersetzung geworden.
Im Jahr 1929 erscheint mit Předčasné odpuštění Mettals tschechische Übersetzung von André Corthis' Le Pardon prématuré.

## Übersetzungen
- Elinor Glyn: Tři týdny (Three Weeks). Aus dem Englischen ins Tschechische übersetzt von Hannah von Mettal (1911).
- James Joyce: Verbannte (Exiles). Schauspiel in drei Akten. Übersetzt von Hannah von Mettal. Zürich: Rascher & Cie. 1919.
- Rex Beach: Železná stopa (The Iron Trail). Ins Tschechische übersetzt von Hannah von Mettal (1927).
- André Corthis: Předčasné odpuštění (Le Pardon prématuré). Aus dem Französischen ins Tschechische übersetzt von Hannah von Mettal (1929).
- Berta Ruck: Krádež perel (The Pearl Thief). Ins Tschechische übersetzt von Hannah von Mettal (1930).
- William Babington Maxwell: Musíme zapomenout (We forget because we must). Ins Tschechische übersetzt von Hannah von Mettal (1932).